# ウィリアム・ヘイスティングス (初代ヘイスティングス男爵)
初代ヘイスティングス男爵ウィリアム・ヘイスティングス（William Hastings, 1st Baron Hastings, KG, 1431年頃 - 1483年6月13日）は、薔薇戦争期のイングランドの貴族・政治家。ヨーク朝のイングランド王エドワード4世に取り立てられ台頭、エドワード5世即位前後の派閥抗争では叔父のグロスター公リチャード（後のリチャード3世）の力を借りて外戚のウッドヴィル家を排除したが、直後に自分もグロスター公に見限られ処刑された。

## 生涯
ヨークシャー出身のジェントリで、低い出自ながらウォリックシャー・レスターシャー州長官を務め、ヨーク派に仕えランカスター朝と戦い、エドワード4世から忠勤を認められ1461年に宮内長官と男爵位を授与された。エドワード4世の妹マーガレット・オブ・ヨークとブルゴーニュ公シャルルの縁談を進める役目も任され、次第にエドワード4世に重用されていった。
1470年にウォリック伯リチャード・ネヴィルがランカスター派に寝返って反乱を起こし、エドワード4世が窮地に立たされた時も彼を見捨てず、エドワード4世の弟グロスター公（後のリチャード3世）、義弟のリヴァーズ伯アンソニー・ウッドヴィルらと一緒にブルゴーニュへ亡命、翌1471年のエドワード4世のイングランド上陸にも同行し、バーネットの戦いとテュークスベリーの戦いでグロスター公と共に部隊指揮を任され奮戦した。戦後はグロスター公指揮下の軍に加わりケントで残敵掃討、ハワード男爵ジョン・ハワードと共にカレー鎮撫に努め、ケントのランカスター派は降伏しカレーをヨーク派支持に変えることに成功、外戚ウッドヴィル家と並ぶ側近にのし上がっていった。
だが、ヘイスティングス男爵は有能な行政手腕を買われたが、エドワード4世の放蕩仲間でもあったため身持ちが悪く、王が下げ渡した女を巡りリヴァーズ伯の弟エドワードと甥（リヴァーズ伯の姉で王妃エリザベス・ウッドヴィルと先夫の長男）のドーセット侯トマス・グレイと対立、互いに相手を中傷し合った。リヴァーズ伯も希望したカレー副総督を1471年にヘイスティングス男爵が任命されたことを恨み、ヘイスティングス男爵はバッキンガム公ヘンリー・スタッフォード、スタンリー男爵トマス・スタンリーなど旧来の貴族を味方に付けてウッドヴィル家を敵に回し、両者の派閥抗争は将来に暗雲をもたらした。
1483年4月9日にエドワード4世が亡くなると、ヘイスティングス男爵とウッドヴィル家の権力闘争が始まり、先手を打ったウッドヴィル家は国庫と海軍を抑え諮問会議の主導権も握った。対するヘイスティングス男爵はカレーに引き上げると言いだしウッドヴィル家に抵抗、グロスター公とバッキンガム公に助けを求め巻き返しを図った。この作戦は成功しラドロー城からロンドンへエドワード5世を連れて行軍していたリヴァーズ伯とドーセット侯の弟リチャード・グレイは30日にグロスター公の手勢に拘束、ロンドンでエリザベス・ドーセット侯らの抵抗はあったもののすぐに鎮静化、恩賞としてグロスター公から5月20日に造幣局長官を追加された。
しかし、グロスター公がバッキンガム公・ハワード男爵など自分の支持者を厚遇する一方で、ヘイスティングス男爵らエドワード4世の旧臣にさほど恩賞を与えなかったことは政権を分裂させることになり、ヘイスティングス男爵はスタンリー男爵らと反グロスター派に属し集会を重ねた。バッキンガム公・ハワード男爵ら親グロスター派も結集し不穏な情勢の中、6月13日にロンドン塔の諮問会議に出席したヘイスティングス男爵は会議の最中、唐突にグロスター公から反逆者だと非難され、スタンリー男爵共々バッキンガム公の手勢に捕らえられ、裁判も自己弁護も許されないまま直ちに処刑された（スタンリー男爵は後に釈放）。25日にリヴァーズ伯も処刑、エドワード5世も廃位され、ウッドヴィル家とエドワード4世旧臣グループの両方を排除したグロスター公はリチャード3世に即位した。
ヘイスティングス男爵の逮捕と死の状況、およびグロスター公が逮捕に踏み切った理由について、資料によってバラバラで詳しい内容は現在も分かっていない。会議の最中にグロスター公の合図で乱入した兵隊に逮捕された、または奥の部屋に通されそこで暗殺されたなど様々に伝えられている。逮捕の理由についても憶測が飛び交い一致せず、ヘイスティングス男爵が王妃およびエドワード4世の愛人ジェーン・ショアと組んでグロスター公を魔法で呪った、彼の王位簒奪に反対したなど推測されているが、いずれも決め手に欠け証拠も無いため不明である。

## 子女
1462年以前にソールズベリー伯リチャード・ネヴィルの娘でウォリック伯の妹キャサリンと結婚、4男2女を儲けた。
- エドワード（1466年 - 1506年）
- ウィリアム（? - ?）
- リチャード（? - ?）
- ジョージ（? - ?）
- アン（1471年頃 - 1520年） - シュルーズベリー伯ジョージ・タルボット（英語版）と結婚
- エリザベス（? - ?）